# محافظة أملج
محافظة أملج هي إحدى محافظات منطقة تبوك في السعودية، وعاصمتها الإدارية مدينة أملج.

## القرى التابعة
القرى التابعة لمحافظة أملج وجميعها بها مدارس تعليمية:
- الشدخ
- الحرة
- النصبة
- القرص
- الشبعان
- الحسي
- البوانة
- السهلة
- المقرح
- الحائل
- الشبحة
- مرخ
- عمق، وأخرى كثيرة.
- ذرفي
- الرويضات
- صروم
- العنبجه
- شثاث
- المنزلة

قرى أملج تصل لأكثر من 45 قرية.

## السكان
بلغ عدد سكان محافظة أملج (69,656) نسمة حسب تعداد السعودية 2022، عدد السعوديين (51,895)، وعدد غير السعوديين (17,761) نسمة.